# Спілка українських журналістів Америки
Спілка українських журналістів Америки (СУЖА) — професійна організація, заснована 1952 в Нью-Йорку; об'єднувала близько 130 членів (станом на 1976 рік). 1966 СУЖА об'єдналася зі Спілкою українських журналістів Канади у федерацію (яка видавала неперіодичний журнал «Український журналіст»), а 1972 з її ініціативи постала Світова федерація українських журналістів.
СУЖА влаштовує журналістичні конкурси, дискусійні вечори, доповіді тощо; фундує стипендії для студентів журналістичного фаху. Голови СУЖА: Л. Мишуга, Р. Купчинський, І. Кедрин-Рудницький, М. Дольницький, з 1976 Ольга Кузьмович. 
Видання СУЖА: 
- інформативний збірник. «Два з'їзди» (1969),
- «Українська преса з перспективи її 150-річчя» Ю. Тернопільського (1974).